# Йозеф Карл Штілер

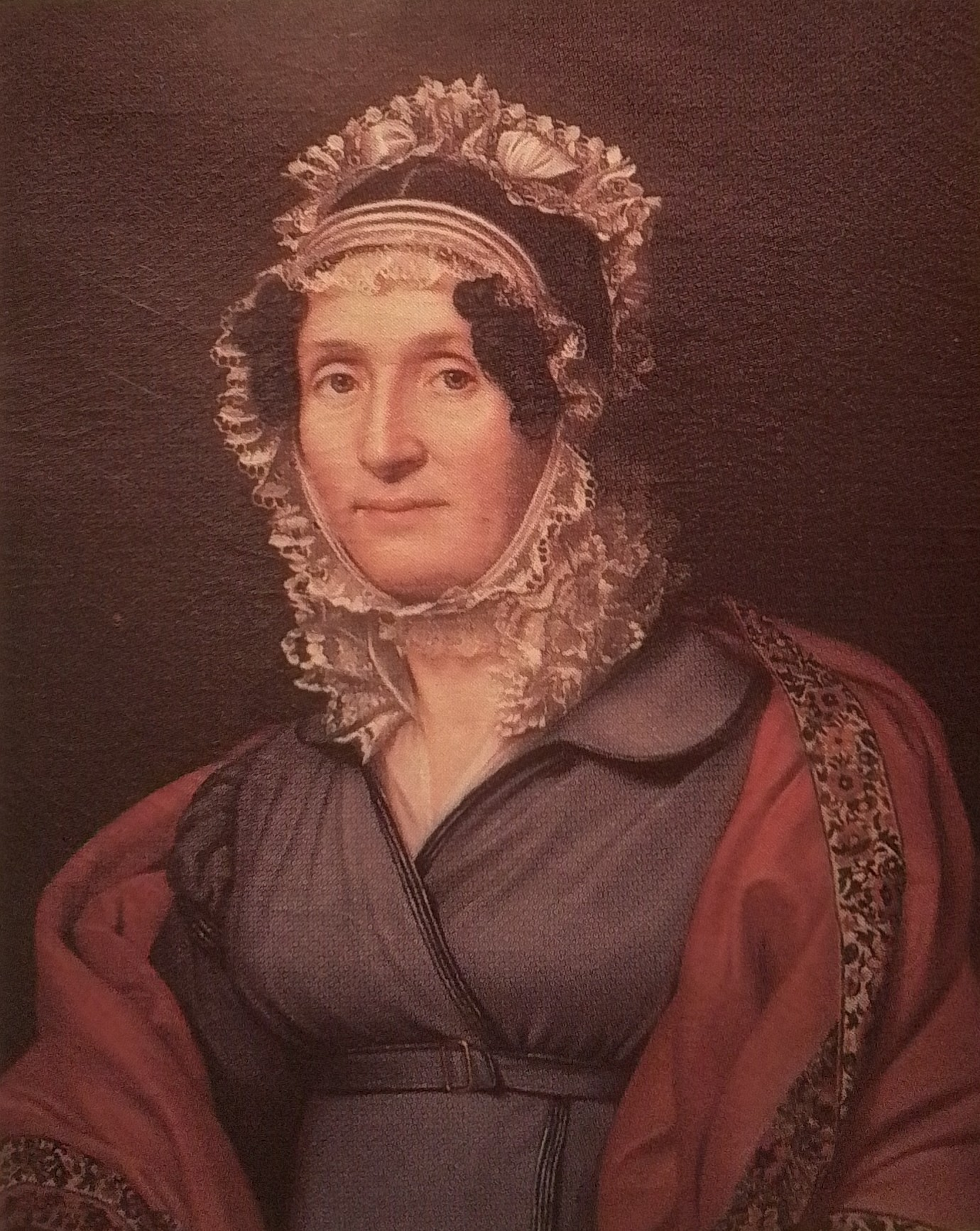
Портрет Летиція Рамоліно, 1811 pik

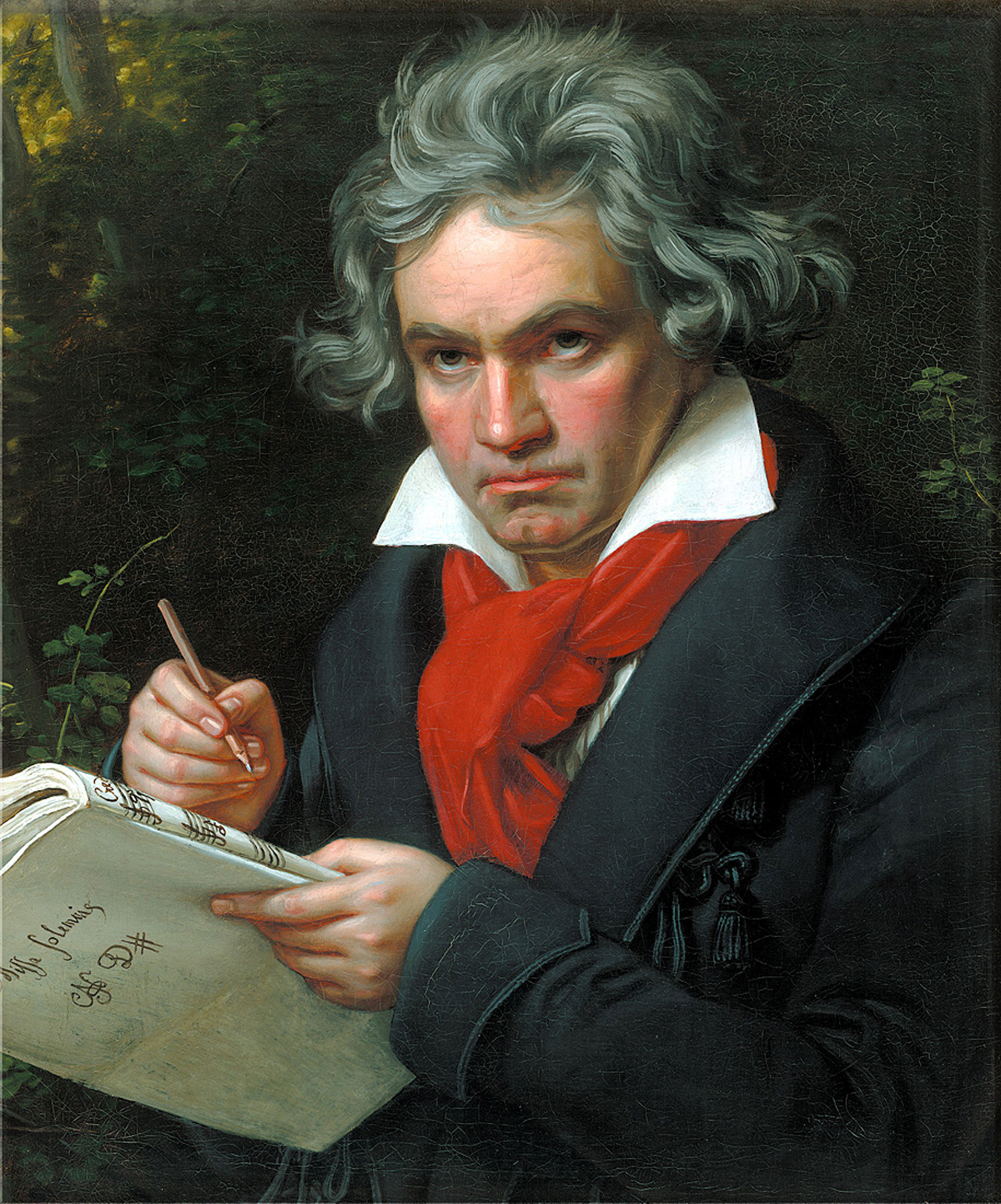
Портрет Бетовена, 1820 рік

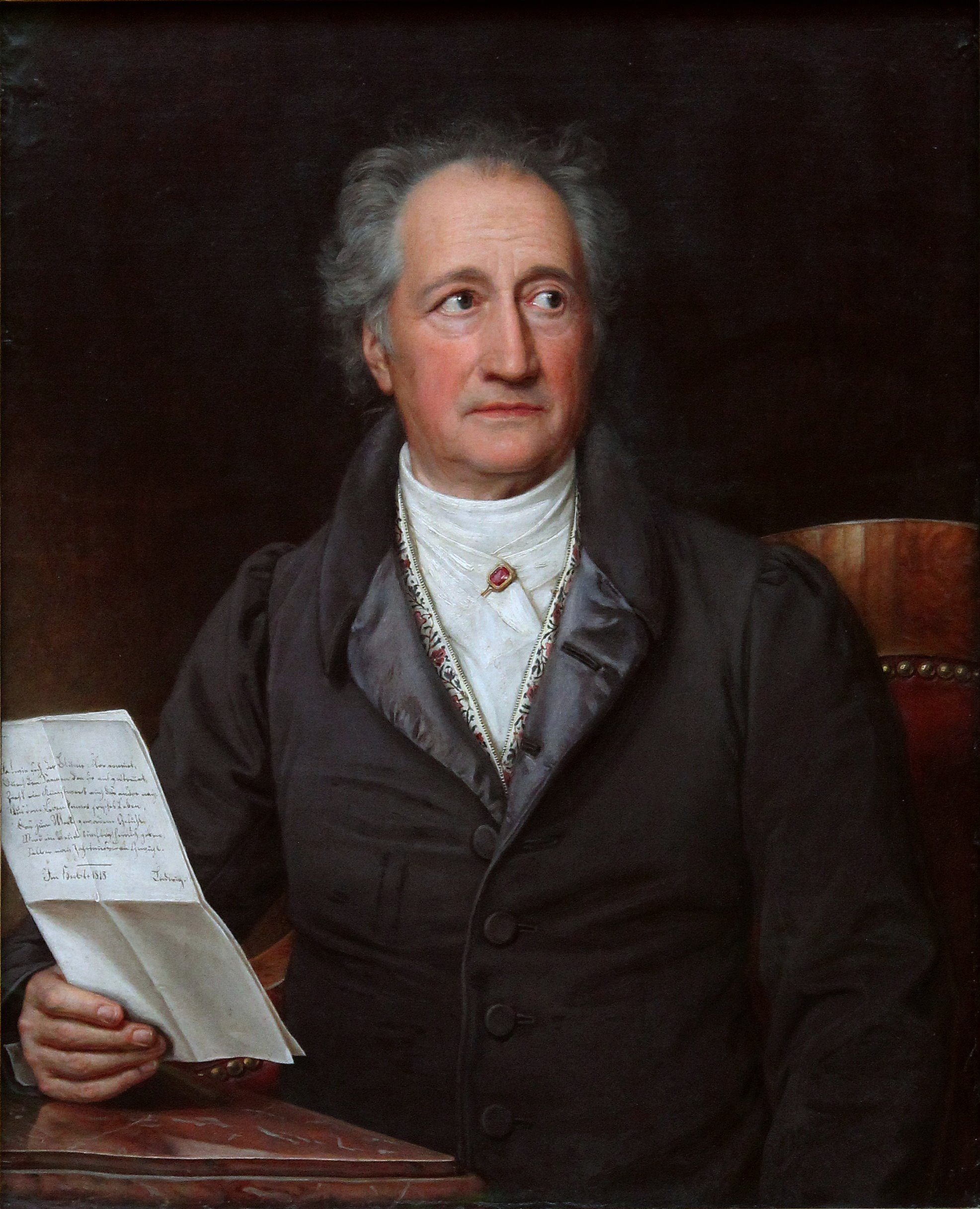
Портрет Йоганна Вольфганга Гете, 1828 рік

Йозеф Карл Штілер (нім. Joseph Karl Stieler; 1 листопада 1781, Майнц — 9 квітня 1858, Мюнхен) — німецький художник-портретист.

## Біографія та творчість
Штілер народився в родині Августа Фрідріха Штілера (1736—1789), різьбяра печаток курфюрстського монетного двору в Майнці. Сім'я Штілерів була відома як сім'я художників, серед яких були гравери, художники гербів і печаток.  
Перші кроки в мистецтві Штілер зробив під керівництвом свого батька, який помер в 1789 році. Наступні роки Штілер успішно займався самоосвітою в пастелі та мініатюрі. В 17 років Штілер почав поїздку в Вюрцбург. Там він майже два роки вчився в придворного художника Кристофа Фезеля, який в свою чергу навчався в Антона Рафаеля Менгса. У Фезеля Штілер навчався олійного живопису. Потім Штілер відправився навчатися у Віденську академію мистецтв у Генріха Фрідріха Фюгера і дебютував як художник-портретист.  
У 1805—1806 роках Штілер провів при дворах Будапешта і Варшави, де був просто завалений замовленнями. У 1807 році він прийняв пропозицію переїхати в Париж і працювати з Франсуа Жераром. У 1808 році він повернувся до Німеччини і влаштувався як самостійноий художник у Франкфурті-на-Майні.   
У 1810 році Штілер відправився в тривалу поїздку  Італією. Після Риму в 1811 році він прибув в Неаполь, де написав портрет Йоахіма Мюрата. Повернувшись в Мілан, він залишився на тривалий час при дворі Ежена Богарне, щоб написати портрети його дітей для тестя Богарне короля Баварії Максиміліана I Йозефа.  

## При мюнхенському дворі
Вже на наступний рік король Максиміліан I запросив Штілера до свого двору в Мюнхен, який став для Штілера будинком. У 1816 році його патрон відправив Штілера до віденського двору, щоб написати портрет імператора Франца II. Там Штілер одружився з Павліною Беккерс, у шлюбі народилося п'ять дітей. 
З лютого по квітень 1820 році Штілер написав портрет Людвіга ван Бетовена, який на сьогоднішній день є найвідомішим зображенням великого композитора. Бетовен, який вважав зустрічі з Штілером покаранням, погодився позувати Штілерові тільки тому, що замовниками портрета були друзі композитора Франц і Антонія Брентано. Однак композитор вийшов з терпіння раніше терміну, і руки Бетховена Штілер писав уже по пам'яті. У 1967 році Енді Ворхол взяв це полотно за основу для своїх зображень Бетовена. 
У 1820 році Штілер повернувся в Мюнхен і був призначений королем придворним художником. У 1821 році в ніч перед похованням Штілер написав портрет Кароліни, молодшої доньки Максиміліана I. 
Для короля Людвіга I Штілер написав знамениту Галерею красунь у палаці Нимфенбург. На замовлення Людвіга Штілер написав в 1828 році також відомий портрет Гете. У творчості Штілер можна виділити також портрети Фрідріха Вільгельма Йозефа Шеллінга, Людвіга Тіка, Олександра фон Гумбольдта і сім'ї короля Максиміліана I. 
У 1824 році Штілер став співзасновником мюнхенської спілки мистецтв. У 1833 році він одружився з поетесою Жозефіною фон Міллер. У них було троє дітей: Оттілія, майбутній художник Ойген фон Штілер і майбутній письменник Карл Штілер. Племінником та учнем Штілера був Фрідріх Дюрк. 
Останні роки життя Штілер провів в Тегернзє, де на пагорбі Леєбергханг побудував собі будинок на подарованій в 1829 році королем земельній ділянці. 

## Галерея

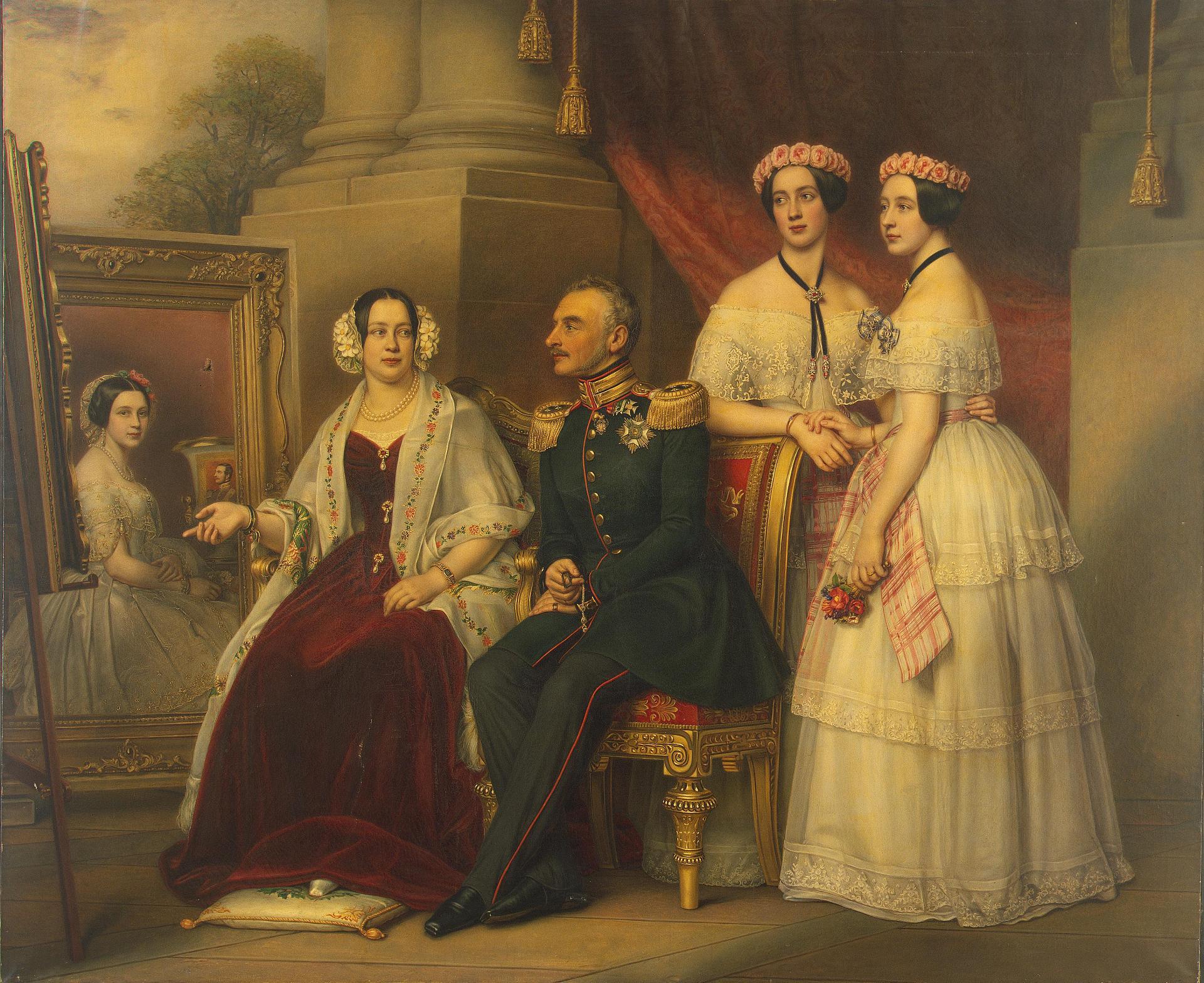
Сімейний портрет герцога Йосипа Саксен-Альтенбургського
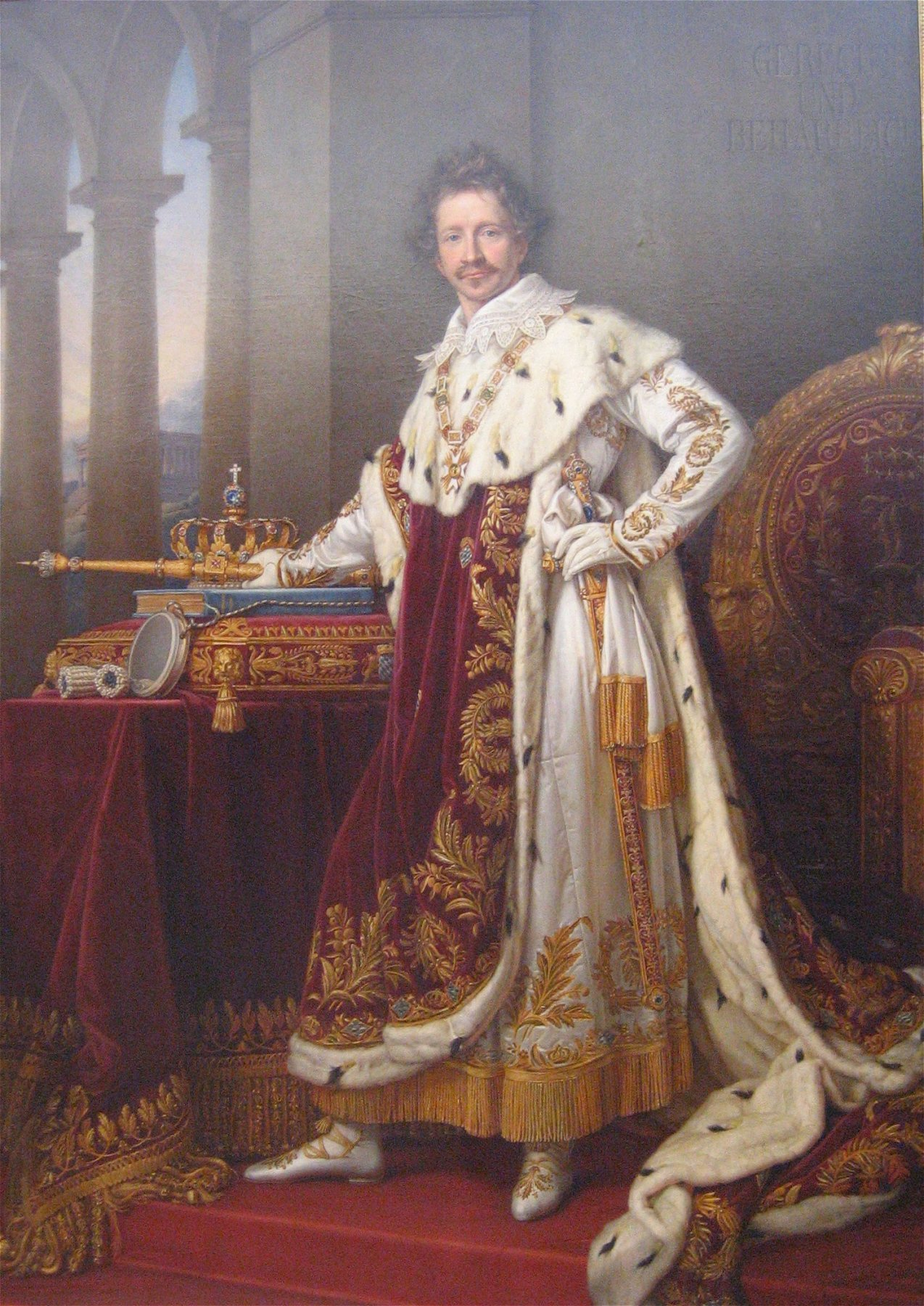
Портрет короля Баварії Людвіга I в королівському вбранні. 1826. Нова пінакотека. Мюнхен
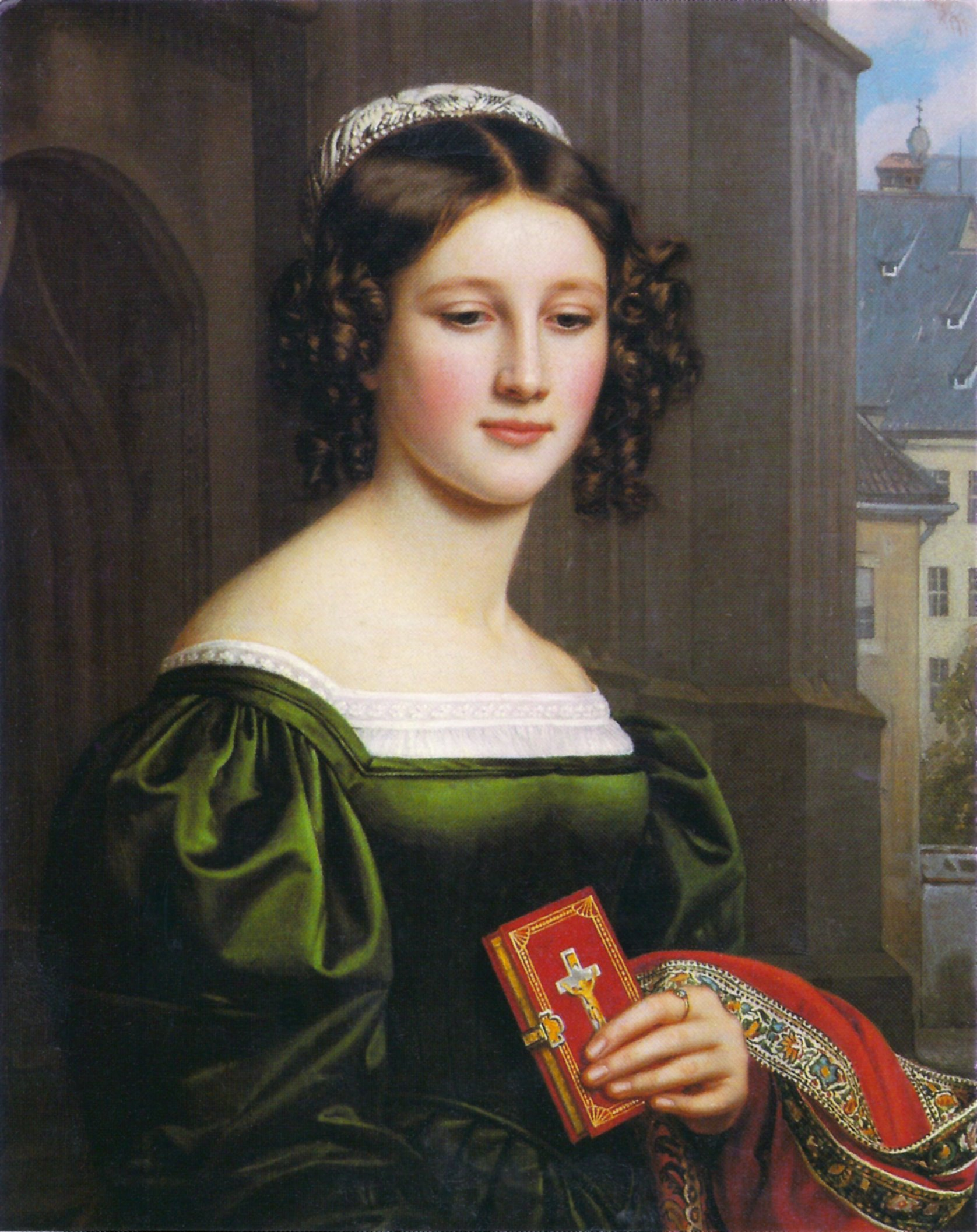
Анна Гіллмаєр з Галереї красунь. 1829